# フランソワルトン
フランソワルトン（Trachypithecus francoisi）は、霊長目オナガザル科Trachypithecus属に分類される霊長類。別名フランソワリーフモンキー、フランソワコノハザル。
ほとんど研究が進んでいないコロブス類の1種であるとされる。
この種は中国西南部からベトナム北東部に分布している。60頭ほどが北米の動物園で飼育されている。種名は当時中国南部竜州県の領事であったAuguste François（1857年 - 1935年）にちなんで名付けられた。

## 分布
中華人民共和国（雲南省、貴州省、広西チワン族自治区）、ベトナム北東部
生息できる場所の範囲は限定されている。彼らは主に中国南西部とベトナム北部で見られる。野生におけるフランソワルトンの研究の多くは広西チワン族自治区の弄崗自然保護区 (Nonggang Nature Reserve) と扶綏自然保護区 (Fusui Nature Reserve) で行われている。

## 形態
体長オス48.5 - 63.5センチメートル、メス55 - 59センチメートル。オスは体長が55 - 64センチメートル、メスが47 - 59センチメートルである。尾長オス82 - 87.2センチメートル、メス83 - 88.7センチメートル。尾長はオスが82 - 96センチメートル、メスが74 - 89センチメートルと、オスのほうが尻尾が長い傾向にある。体重5.9キログラム。体重はオスの方が顕著に重く、オス6.5 - 7.2キログラムなのに対し、メスは5.5 - 5.9キログラムである。大きさにおいて性的二型が見られる。全身は黒いが、耳から口にかけて白い。中くらいの大きさのサルで、艶やかな黒い体毛をもっている。耳から頬の下部分にかけて非常に目立つ白い毛が生えている。形態学的特徴はその複雑な胃にあり、4つの胃袋に分かれている。これは植物中心の食物を消化するために必要な適応であった。硬い葉の繊維を消化するための巨大な唾液腺をもっている。さらに進化的適応がよくわかるものとして2つの小部屋に分かれた胃がある。第1胃ではバクテリアが唾液によって始まった繊維の消化をしつづける。第1胃は中性であり、バクテリアが増殖するのに適した環境である。第2胃では他の哺乳類と同じように酸によって食物の分解が完了する。。
子どもは0.45 - 0.5キログラムで生まれてくる。

## 分類
シロジリクロリーフモンキーT. delacouri・チャバリーフモンキーT. poliocephalusなどを本種の亜種とする説もあった。本種、およびこれらの亜種とする説もあった種をT. francoisi groupとしてまとめる説もある。

## 生態

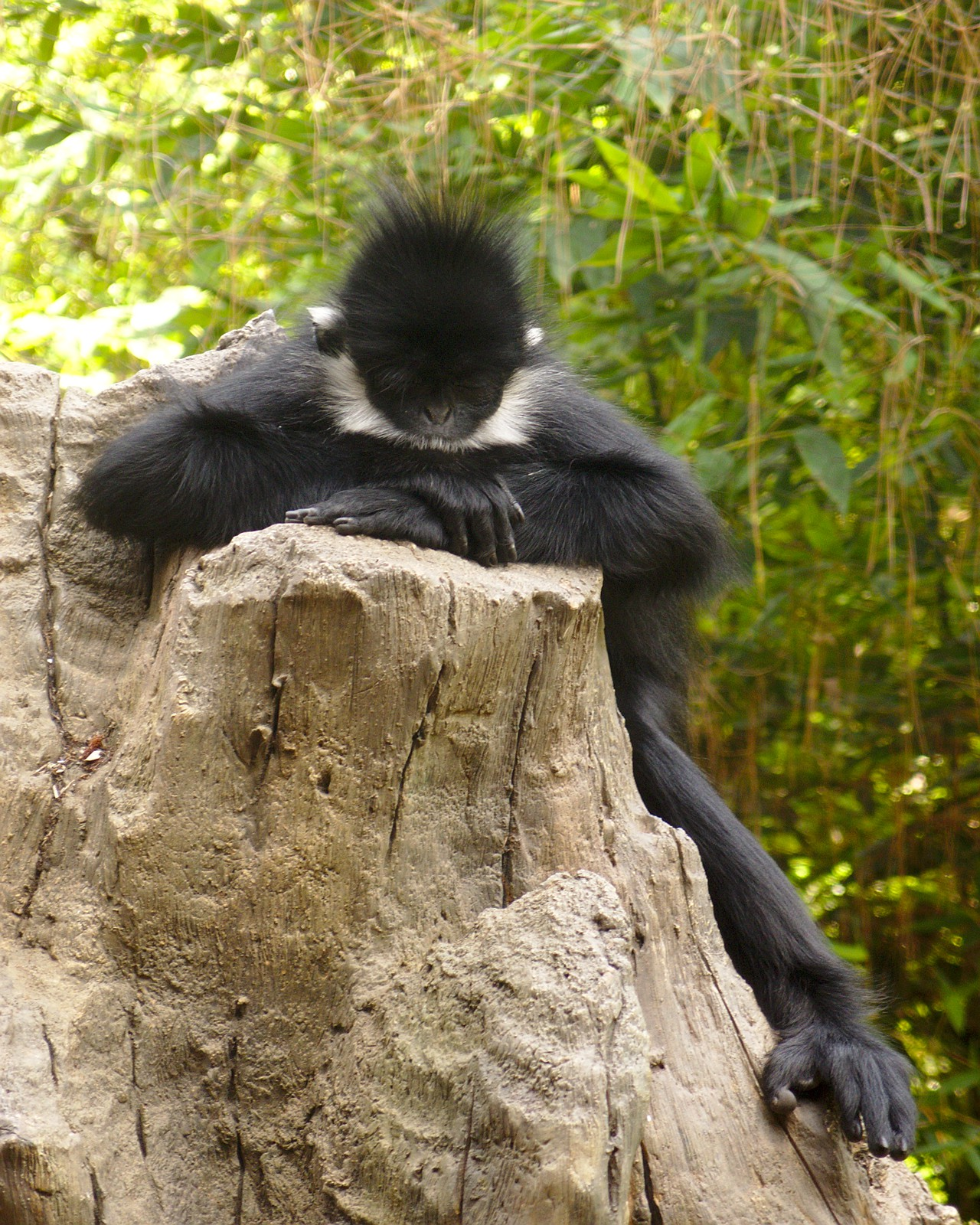
くつろいだ様子で切り株に座るフランソワルトン ロサンゼルス動物園

2003年8月から2004年7月にかけて広西チワン族自治区の弄崗自然保護区 (Nonggang Nature Reserve) で行われた調査では主に朝と午後に採食を行い、昼間には休息を行うという報告例がある。この観察例では平均で日中の51.3 %を休息に費やし、採食は23.1 %、移動は17.3 %、遊びに5 %、毛づくろいに2 %をそれぞれ費やしていたと報告されている。乾季には休息や毛づくろいの時間が長くなる傾向があり、食物が少なくなる乾季に活動を抑えることで消耗を防いでいる可能性が示唆されている。
好む生息地はカルスト地形、すなわち熱帯および亜熱帯でみられる石灰岩の崖と洞窟である。そのような石灰岩の崖に住むことにより、彼らは睡眠時の状況において有利な立場にいる。彼らは岩棚でも洞窟でも寝るが、洞窟の方を好む。フランソワルトンは常緑樹林帯の中で気温16℃以上の場所を睡眠の場所として選ぶことも知られている。平らな土地ではなく石灰岩質の崖や洞窟に生息・睡眠することにより、捕食される割合を大きく減少させている。彼らは常に身を隠すように行動し、就寝のために洞窟に入る際には捕食者を避ける戦術として非常に警戒深くなる。本種のなわばりの平均的な広さは19ヘクタールほどであり、一日の行動域は341 - 577平方メートルである。一般的に、食物としている葉の品質が低いと、栄養面での危機やなわばりの縮小、移動に費やす時間の短縮化をもたらす。最大の群は500 - 600個体を含むもので、麻陽河国立自然保護区 (Mayanghe National Nature Reserve) で観察されたものである。群の平均的な個体数は4-27個体である。さらに、彼らは自分のなわばりを主張するために大きな鳴き声を上げる。また、採餌のしやすさによって寝場所を変える。採餌できそうな場所の近くに寝場所を選べば、エネルギーを節約し移動コストを低減させることができる。寝場所に最適な場所と採餌に最適な場所は必ずしも同一ではないので寝場所は採餌場所の中心に位置するわけではなく、近接した場所に位置する。捕食を避けるために、採餌に向かう際には同じルートをとり、連夜同じ寝場所に戻る傾向がある。通常およそ6 - 10箇所の寝場所を持っており、水資源・食物資源の変動によって年間にその中の様々な場所を利用する。昼行性であり、1日のほとんどを休息と餌探しに費やす。ある研究では、撹乱を受けた環境における行動の時間配分は、休息が35.41 %、餌探しが31.67 %、移動が14.44 %、身を寄せ合っているのが9.61 %、遊びが8.56 %、グルーミングが0.33 %であった。移動・遊び・グルーミング・身の寄せ合いは季節によって大きく変化する興味深いことにグルーミングは春には観察されていない。冬期にはより多くの時間を移動に使い（20.12%）、春期には身の寄せ合いが多くなる（14.62%）。4 - 27匹の群を作るが、多くは12匹ほどの群である。群はメスが優勢な母系社会である。その群の中でメスは共同で子育てをし、群に定住する傾向がある。グループ内のオスは子育てには関わらず、若いオスは性成熟の前に群を離れる。子ザルは乳離れをする生後2歳ごろまで面倒を見られるが、一度離乳すると親族との関係は群の他の個体に対するものと同じになる。
食物の50 %以上は植物の葉である。他にも果実 (17.2 %)、種子 (14.2 %)、花、茎、根、樹皮などを食べることもあり、時おり岩の表面や崖の鉱物や虫を食べることもある。4月から9月の乾季の間は彼らの好物である若い葉をよく食べる。10月から3月までの期間は若い葉があまり手に入らないため、種子や葉柄、茎を食べることで補っている。
食物に選択的であることが、弄崗国立自然保護区 (Nonggang National Nature Reserve) で観察されている。主に10種の植物の若い葉を主に食べるが、そのうち2種のみが保護区でよく見られる種である。もっとも、場合によってはこの10種以外の植物も食べる。別の研究では、分断された生息地では、たった4種の植物 (Litsea glutinosa, Pittosporum glabratum, Cipadessa cinerascens, Desmos chinensis) しか好んで食べないとされている。その研究によると、食事の時間の61.6 %はこれらの種の植物を、残りの38.4 %はその他の36種の植物を食べるのに費やされている。
主な捕食者は、地上性のものと飛行性のものがいる。ウンピョウは潜在的な捕食者ではあるが、その数が非常に少ないため主要な敵ではない。カンムリワシやクマタカのような空中からの捕食者のほうが弄崗の個体（特に子ども）にとってはより大きな脅威である。
繁殖様式は胎生。1回に1頭の幼獣を産む。出産間隔は20か月。オスは生後5年、メスは生後4年で性成熟する。

## 人間との関係
中華人民共和国では伝統的に薬用になると信じられている。
分布は広域だが、個体群単位での分布は断続的で分断されている。イネやトウモロコシ用の農地開発・採掘・野焼きによる生息地の破壊、食用や薬用の狩猟などにより生息数は減少している。ベトナムでは生息数において信頼できるデータはないが、500頭以下と考えられている。中華人民共和国での2003年における生息数は1450 - 1600頭と推定されている。

個体数はここ30年で着実に減少している。今日において彼らの生存を脅かしている原因の中で、最も影響力が大きいのは狩猟である。最も多くの個体が生息する弄崗では、地元の人たちから薬効があると信じられており、特にその骨から作られた薬用酒は疲労とリューマチに効くと信じられているため、地元の住民によって狩られていた。その他の危機は、生息域の破壊である。このサルは石灰岩質の崖に住むが、農民が自分の土地を耕そうとして斜面下部に火を付けることがある。石灰岩は火に対して非常に弱く、これにより彼らの生息地が破壊されるだけでなく、主な食物が葉であるために深刻な食糧不足をももたらされることになる。その大規模かつ継続的な個体数の減少にも関わらず、この種と生息域の保護に向けた活動はいまだに最小限である。現在の個体数は2500を切っている。"Conservation Action Plan"と呼ばれる森林の保全と狩猟の禁止を目的とした計画が1996年に起草されたが、いまだに実施されてはいない。このサルを保護するには、狩猟の禁止が実施されるだけでなく、生息地も同様に保全される必要がある。2003年に国家林業局は本種が大幅に減少していることを認め、この地域において彼らをハンターから守るための法整備の強化に同意した。さらにアジア開発銀行は、燃料となる薪の採集を減らし、ひいては火災の件数も減少させるため、このサルの生息地近辺に居住している住民がバイオガス施設を建設することへの援助を始めた。最後に、地球環境ファシリティによる自然保護区とそこに住む個体を守るための計画が現在進行中である。広西チワン族自治区では推定で90 %の個体数の減少が1980年代から見られている。2002年から2003年にかけての調査では14の群で307頭が現存することが確認された。1983年には推定4000 - 5000頭であった。1970年代には1400頭以上が、1980年代には1500頭以上が殺されたという狩猟記録が残されている。2009年の扶綏自然保護区からの報告では、個体数はそれまでの5年で73 %も減少し、そのため分布域はさらに縮小している。最近の個体数調査では、彼らは10の県の14地域にのみ限定されているとしている。